# Andrei Cadar
Andrei Cadar  (n. 10 octombrie 1860, Stânceni – d. 11 octombrie 1930, Stânceni) a fost un delegat în Marea Adunare Națională de la Alba Iulia, organismul legislativ reprezentativ al „tuturor românilor din Transilvania, Banat și Țara Ungurească”, cel care a adoptat hotărârea privind Unirea Transilvaniei cu România, la 1 decembrie 1918.

## Biografie
A fost proprietar de pădure și a participat la expoziția națională de la București din anul 1906.

## Activitatea politică

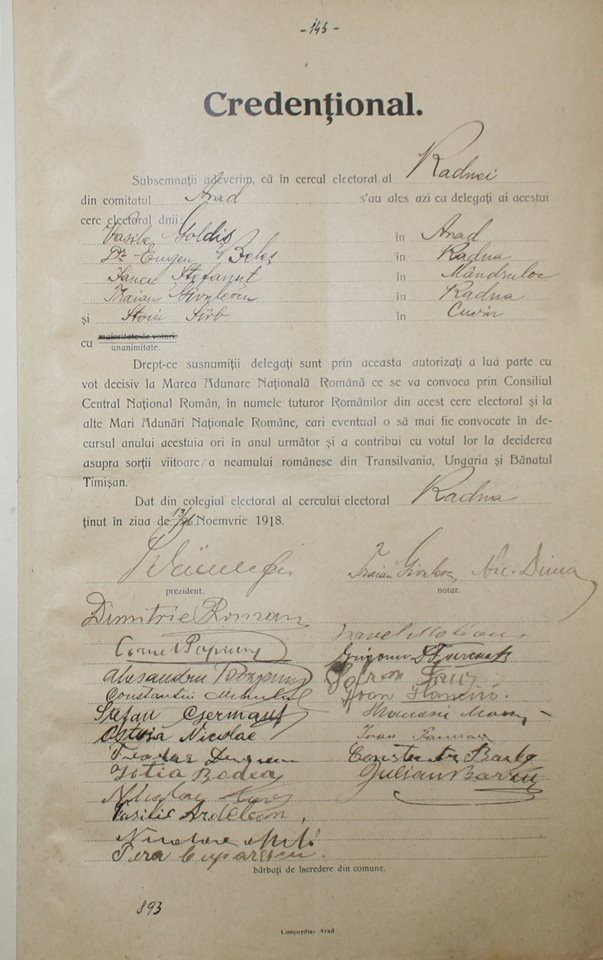
Credențional

Între anii 1908-1916 a fost primar al comunei Stânceni, membru al P.N.R apoi al P.N.Ț. A fost ales în Comitetul Central de 100 de ani al P.N.Ț.
A fost delegat titular al cercului electoral Reghin la Marea Adunare Națională de la Alba Iulia.